# شعب فينغو

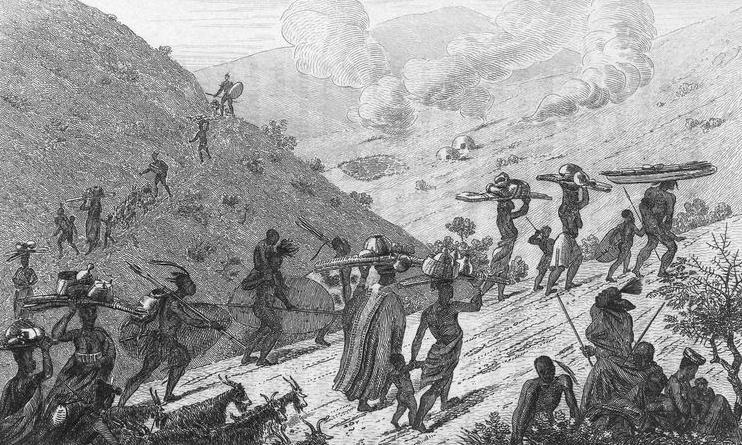
شعب الفيجنو وهو ينتقل بين ثقافة الي اخري

يشير شعب فينغو إلى مجموعة كبيرة من المجموعات العرقية التي فرت من مفياكانة ودخلت إلى المناطق الناطقة باللغة الكوسية، لكن يُعتبر الآن أن شعب فنغو دُمج مع الكوسيين ويتحدث لغته اليوم. المصطلح مشتق من الفعل «أوكومفينغوزا» الذي يعني أن يتجول في طلب الخدمة. تاريخيًا، حققوا شهرة كبيرة لقدرتهم العسكرية في حروب الحدود.
كانوا يعرفوا سابقا باسم شعب «فينغو»، وأعطوا اسمهم لمقاطعة فينغولاند، في الجزء الجنوبي الغربي من ترانسكي، في كيب الشرقية لجنوب أفريقيا.

## التاريخ

### التكوين والتاريخ المبكر
تُرجم الاسم آمافينغو إلى «المتشردين»، وتشكل شعب فينغو مثل شعوب باكا، وبيل، وهلوبي، ودلاميني من القبائل التي فككها ومحاها شاكا وجيشه زولو في حرب مفياكانة.
فر معظمهم غربًا واستقروا في أوساط الكوسيون. بعد بضع سنوات من القمع من قبل شيكاليغا كوسا (الذي وصف شعب فينغو على أنهم «كلابهم») في عشرينيات القرن التاسع عشر، شكلوا تحالفًا مع حكومة كيب في عام 1835 ودعا السير بنجامين دوربان 17 ألف مستوطن للاستقرار على ضفاف نهر غريت فيش (السمك العظيم) في المنطقة التي أصبحت تعرف لاحقًا باسم سيسكي. يجادل بعض العلماء، بما في ذلك تيموثي ستابلتون وآلان ويبستر، بأن القصة التقليدية لشعب فينغو كلاجئين من مفياكانة هو في الواقع كذبة أنشأها المبشرون والإداريون الاستعماريون. فهما يشككان في وجود شعب فينغو كفئة مميزة قبل الاتصال الاستعماري، ويفترضون بدلًا من ذلك أن المصطلح أعطاه البريطانيين لمجموعة من المنشقين الكوسيون، والعمال المهاجرين، والعمال الأسرى.

### حروب الحدود المبكرة (1835 – 1856)
أصبحوا بعد ذلك حلفاء بارزين لمستعمرة كيب في حروب الحدود ضد مضطهديهم السابقين. وبهذا النطاق، فازوا بعدة انتصارات ضد أعدائهم الكوسيون (ولا سيما شيكاليغا كوسا)، ومن خلال الإدارة الذكية والناجحة للتجارة الإقليمية، شكلوا دولة متطورة وناجحة ماديًا. بالإضافة إلى ذلك، اشترى عدد منهم مزارعًا وبدأوا أعمالًا تجارية في المدن الصغيرة التي كانت تظهر في ذلك الجزء من حدود كيب.

### حركة قتل الماشية (1856-1858)
لم يشارك شعب فينغو في قتل الماشية العظيم في عام 1857، والذي دمر الشعب الكوسي.
في أثناء ذبح الكوسيون لماشيتهم واحراقهم لمحاصيلهم، اشترى عدد من شعب فينغو ماشية الكوسيون بأسعار منخفضة للغاية، فقط لإعادة بيعها بربح خلال المجاعة اللاحقة. كما سُجلوا على أنهم ينتجون كميات كبيرة من الحبوب في هذا الوقت لجيرانهم الجائعين. أدت المجاعة الناجمة عن قتل الماشية فعليًا إلى إنهاء الكثير من المقاومة المسلحة في شرق كيب.

### حرب فينغو – شيكاليغا (1877 – 1879)
انتهى أكثر من عقد من السلام النسبي والازدهار الاقتصادي، والذي بلغ ذروته في منتصف سبعينيات القرن التاسع عشر، بسلسلة من مواسم الجفاف المدمرة عبر ترانسكي، والتي بدأت في فرض ضغوط شديدة على العلاقات بين القبائل. ازدادت شدتها حتى عام 1877، عندما اندلعت آخر حرب كبرى خاضها شعب فينغو، حرب الحدود التاسعة، بعد قتال في حانة بين فينغو وضيوف شيكاليغا. كان عدد من شعب فينغو من مواطني كيب في هذا الوقت، لذلك كان لمستعمرة كيب وجهة نظر متحيزة للحرب، ما جعلها في صراع مع قوات شيكاليغا.
عينت حكومة كيب كابتن بيكاتشا من الفينغو ليشارك في قيادة قوات كيب (التي تألفت في المقام الأول من قادة من شعوب الفينغو والثيمبيو والبور) في الحرب. ألحقوا العدو بسلسلة من الهزائم الساحقة وشتتوا جيوشهم لمدة ثلاثة أسابيع فقط. تسبب الحاكم البريطاني السير هنري بارتل فرير، الذي أهان على الفور حلفاء كيب من شعب الفينغو بنزع سلاحهم بالقوة، إلى بدء الفينغو في التعرف أكثر على الكوسيون، وكرد فعل أيضًا على الاضطهاد المتزايد من السلطات الاستعمارية.